# Félix Coenen
Pour les articles homonymes, voir Coenen.
 Felix Coenen  (Bruxelles, 5 mars 1895 - Bruxelles, 27 mai 1977) est  un homme politique belge, membre du Parti communiste de Belgique (PCB).
Félix Coenen est issu d’une famille d’artisan, son père est artisan-encadreur. Employé comptable puis VRP,  il milite à partir de 1911 au sein du Syndicat (socialiste) des Employés dont le secrétaire régional est Joseph Jacquemotte et participe à la fondation du Parti communiste belge. 
À la suite de la fusion avec le parti de War Van Overstraeten  (PCB- SBIC) et à la création du PCB, Felix Coenen est élu au comité central et le sera  sans interruption jusqu’en 1935,  ce qui l’amènera à être l’un des délégués belges au IIIe congrès de l’Internationale communiste (1921).
En 1923, il passe plusieurs mois en prison en raison de ses activités politiques dans le cadre de l’instruction puis du procès devant la Cour d’assises du Brabant pour un prétendu complot contre la sureté de l’État, acquitté comme tous les 53 accusés,  Félix Coenen va concentrer ses activités sur le journalisme. Après quelques mois passés auprès du journal  français L’Humanité, il prend la direction en 1924 de l’organe de presse du PCB : Le Drapeau Rouge. 
Il part ensuite à Moscou en 1927 et passe une année à travailler dans les organes de l’Internationale communiste. Revenu à Bruxelles en 1928, c’est lui qui présente en mars la motion dite du Komintern qui condamne la déviance trotskiste de War Van Overstraeten qui conduit à l’expulsion de ce dernier et de ses partisans des instances du PCB. Felix Coenen devient alors brièvement secrétaire national du PCB, fonction qu’il cumule avec celle de correspondant de la presse de l’Internationale communiste  et rédacteur en chef du Drapeau Rouge.
Au début de la seconde guerre mondiale, Coenen officiellement traducteur auprès du bureau de l’agence TASS à Bruxelles, fait partie des « suspects » arrêtés le matin du 10 mai 1940 par le gouvernement belge qui redoutait des actions d’une 5e colonne formées par les communistes, les rexistes et les nationalistes flamands... Il est emmené jusqu’en France par les autorités belges en pleine évacuation où il sera détenu au camp d’internement de Vernet dans l’Ariège. Revenu en Belgique en aout 1940, Coenen et Pierre Bosson fondent, en février 1941, le Drapeau rouge clandestin dont il devient le directeur en 1943. 
En 1944, Coenen retrouve le comité central et accède au bureau politique du PCB. Après la libération, Félix Coenen conserve la rédaction en chef du Drapeau rouge et est élu sénateur de Bruxelles lors des élections législatives de 1946. Il ne sera pas réélu en 1949.
En raison de son style de vie nocturne, Coenen est écarté en 1953 par la direction du PCB du comité central et du Drapeau rouge. Il redevient alors un simple militant même s’il continue à écrire épisodiquement dans le Drapeau rouge.